# شکرآباد (شیراز)
شکرآباد، روستایی در دهستان دارنگون بخش سیاخ دارنگون شهرستان شیراز در استان فارس ایران است.

## جمعیت
بر پایه سرشماری عمومی نفوس و مسکن در سال ۱۳۹۵، جمعیت این روستا برابر با ۲۳۷ نفر (۶۹ خانوار) بوده است.